# Schlauchreifen

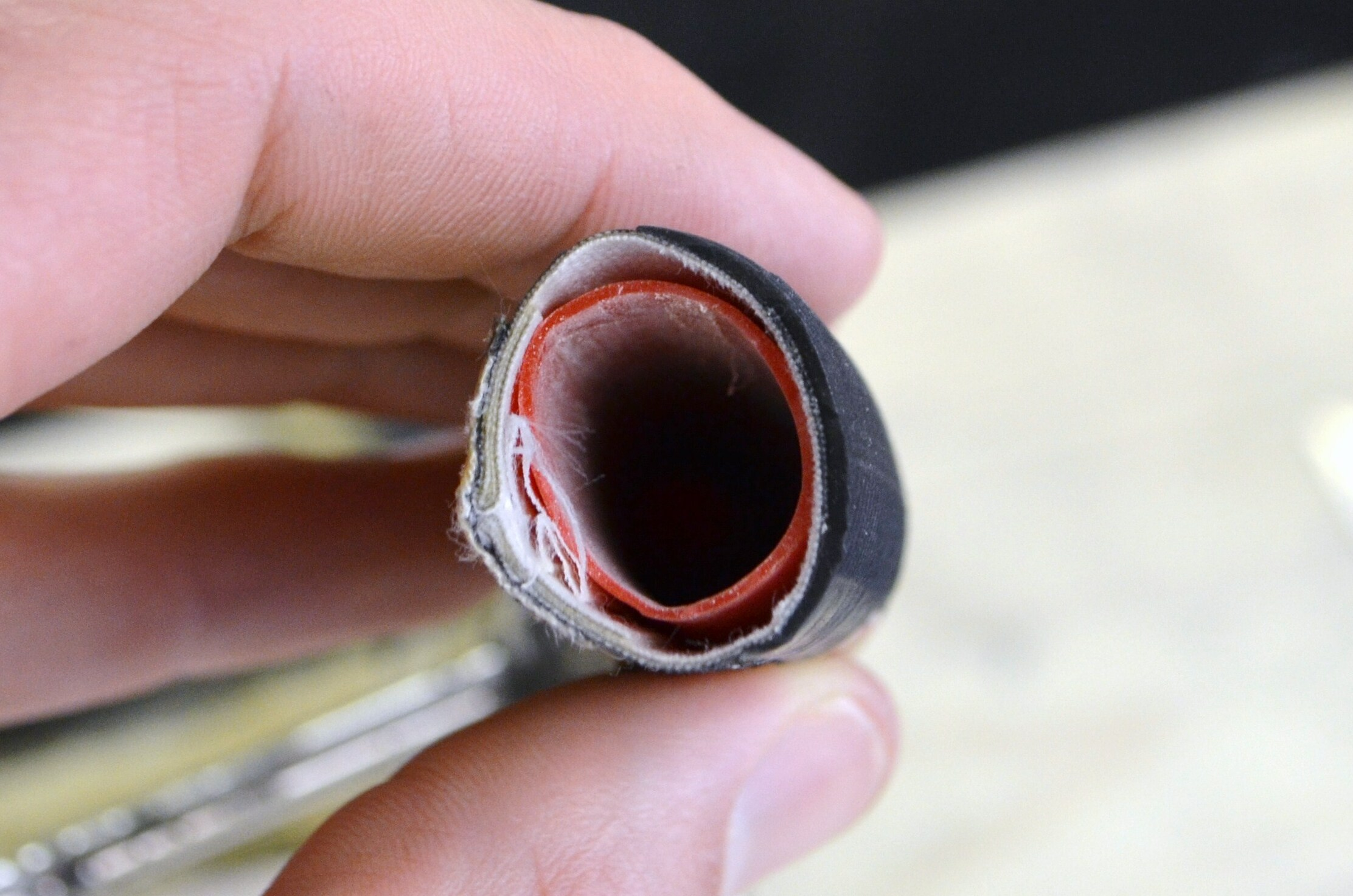
Aufgeschnittener Schlauchreifen. Innen der Schlauch (rot), umgeben von einem textilen Mantel (weiß). Die gummierte Lauffläche (Protektor) ist im Bild rechts, die Klebefläche links.

Schlauchreifen (Schweiz: Collé oder auch Tubolare) sind eine Bauart des Fahrradreifens, bei der der textile Reifenmantel zu einer geschlossenen Hülle vernäht ist, in deren Innerem der eigentliche luftdichte Schlauch liegt. Damit unterscheidet er sich von den deutlich gängigeren Draht- und Faltreifen, bei denen sich der Schlauch zwischen Mantel und Felge befindet.
Schlauchreifen werden vorwiegend im Straßenradsport, bei Querfeldein-Rennen, im Bahnradsport sowie bei Saalsportdisziplinen (Kunstradfahren, Radball, Radpolo und zum Beispiel beim Rollstuhlbasketball) verwendet.

## Aufbau
Der Mantel eines Schlauchreifens besteht aus zwei bis drei Lagen gummiertem Gewebe aus Baumwolle, Nylon oder Seide, welches zu einem Torus vernäht ist.:64 Diese Naht wird mit einem dünnen, aufgeklebten textilen Nahtband geschützt. Die außenliegende Lauffläche des Mantels, der Protektor, wird durch eine Gummiauflage griffig gemacht, häufig auch verstärkt durch ein bis zwei Gewebestreifen darunter. Auf der Innenseite ist der Mantel vernäht. Im Inneren liegt der Schlauch, meist aus Latex oder Butyl, seltener aus TPU. Latex- und Butylschläche sind innen mit Talkum versehen, damit die Wände nicht verkleben können.
Für die Straße hergestellte Schlauchreifen werden mit Breiten von 18 bis 30 mm angeboten, deren Masse liegt zwischen 140 und 370 Gramm.

## Felgen

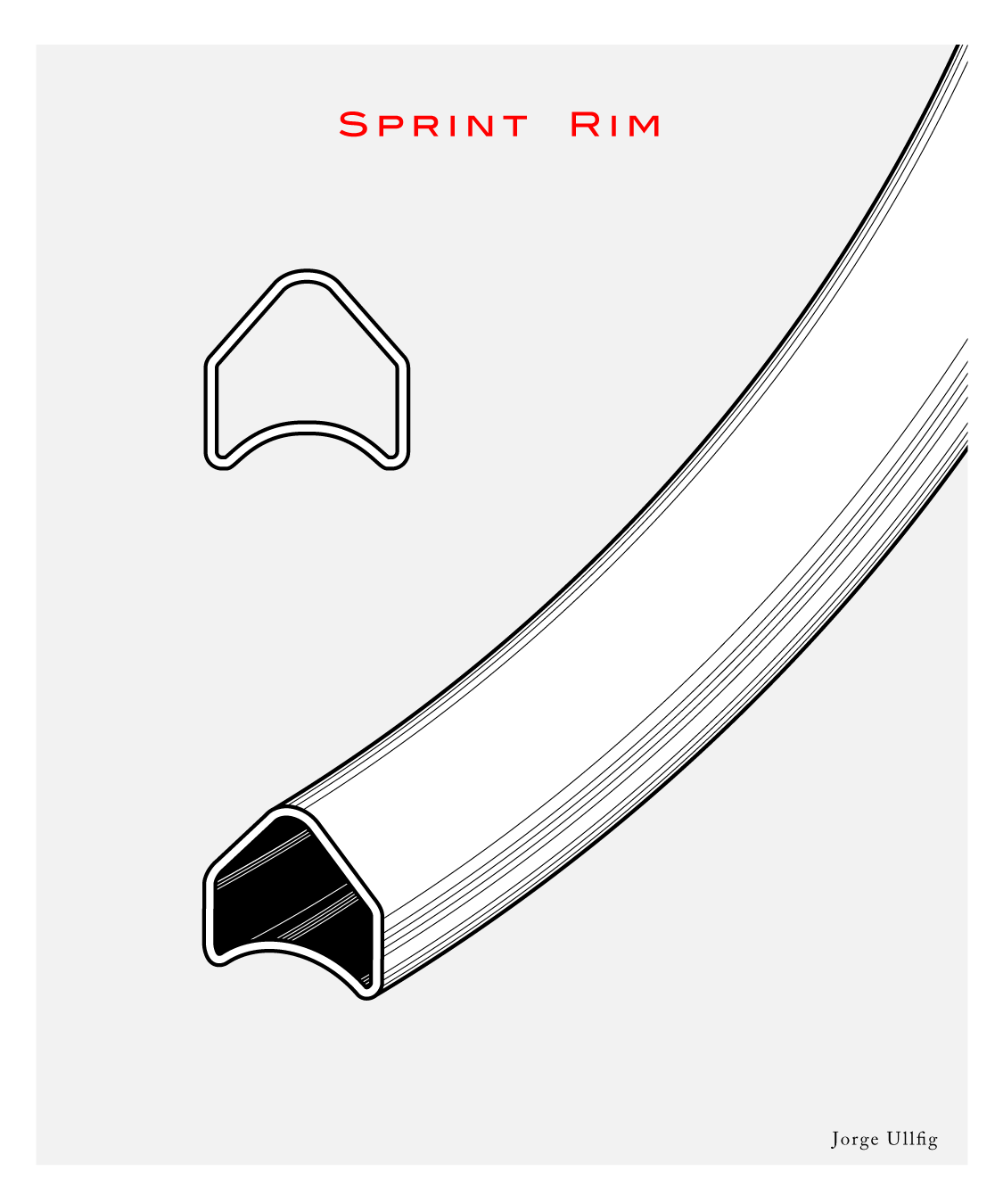
Felgen für Schlauchreifen haben ein konkaves Felgenbett.

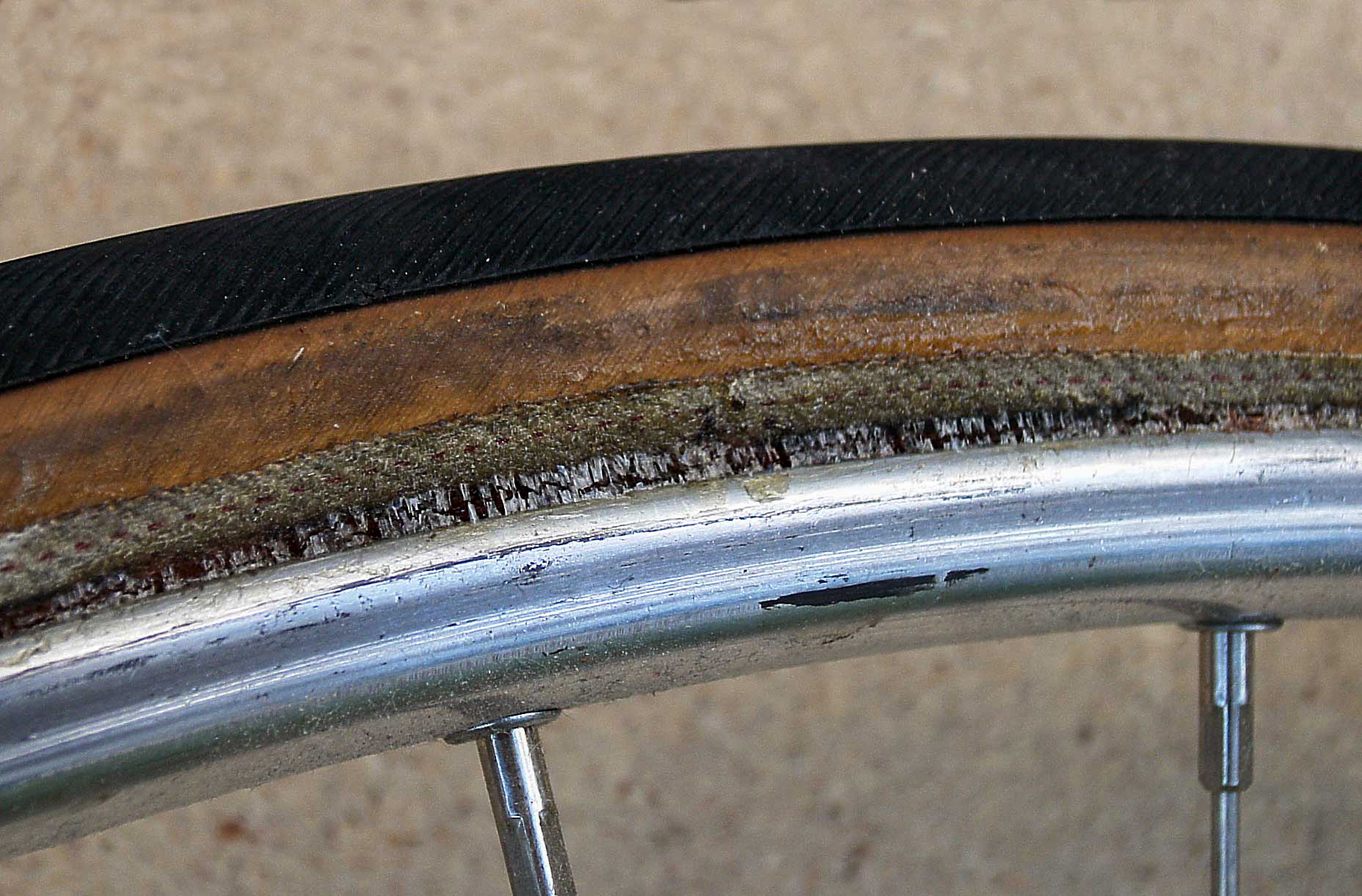
Schlauchreifen auf Felge (wenig Luft und Reifen angehoben zur Veranschaulichung des Klebers)

Schlauchreifen benötigen Felgen, die eine nach innen gewölbte (konkave) Außenfläche (das Felgenbett) besitzen, aber keine Felgenhörner. Da die Felge so nicht dem Reifeninnendruck standhalten muss, können Schlauchreifenfelgen besonders leicht konstruiert werden. Dies ermöglicht auch besonders hohe Drücke von bis zu 14 Bar.:67
Bis in die 1950er Jahre waren Felgen aus Hickoryholz verbreitet; sie waren zwar leichter als damalige Aluminiumfelgen, die meist auf einem Holzkern basierten, aber aufwendiger in der Herstellung und hielten Nässe nur bedingt stand. Holzfelgen fanden bei Bahnrädern noch bis Mitte des 20. Jahrhunderts Verwendung.

## Einsatz
Die Kombination aus Schlauchreifen und Felge ist mindestens 200 Gramm leichter als andere Reifensysteme, wodurch weniger Energie zum Beschleunigen und an Steigungen benötigt wird. Aufgrund der hohen Kosten werden sie überwiegend im professionellen Radsport verwendet.
Straßen- und Bahnräder
Im Straßen- und Bahnradsport sind Schlauchreifen bei Rennen gängig, seit etwa 2020 kommen jedoch auch vermehrt Falt- und Tubeless-Reifen zum Einsatz. Durch die Verwendung breiterer Reifen mit niedrigeren Drücken bietet der hohe Maximaldruck im Straßenrennsport keinen Vorteil mehr. Da die Reibung zwischen Schlauch und Mantel entfällt, haben schlauchlose Reifen („tubeless“) zudem einen geringeren Rollwiderstand und sind durch eine Dichtflüssigkeit pannensicherer.

2022 wurde der mit Schlauchreifen aufgestellte Stundenweltrekord zweimal mit Faltreifen geschlagen.
Cyclocross
Beim Cyclocross werden Schlauchreifen vor allem wegen des Handlings bei sehr niedrigen Drücken weiterhin bei Training und Rennen verwendet.
Mountainbikes
Im Mountainbikebereich waren Schlauchreifen Nischenprodukte. Seit etwa 2010 wurden die vorher üblichen Draht- und Faltreifen weitestgehend von schlauchlosen Reifen verdrängt.

## Sicherheit
Bei längeren steilen Abfahrten können Felgenbremsen die Felge so stark erhitzen, dass der verwendete Kleber schmilzt und sich der Schlauchreifen von der Felge löst.

## Montage und Reparatur

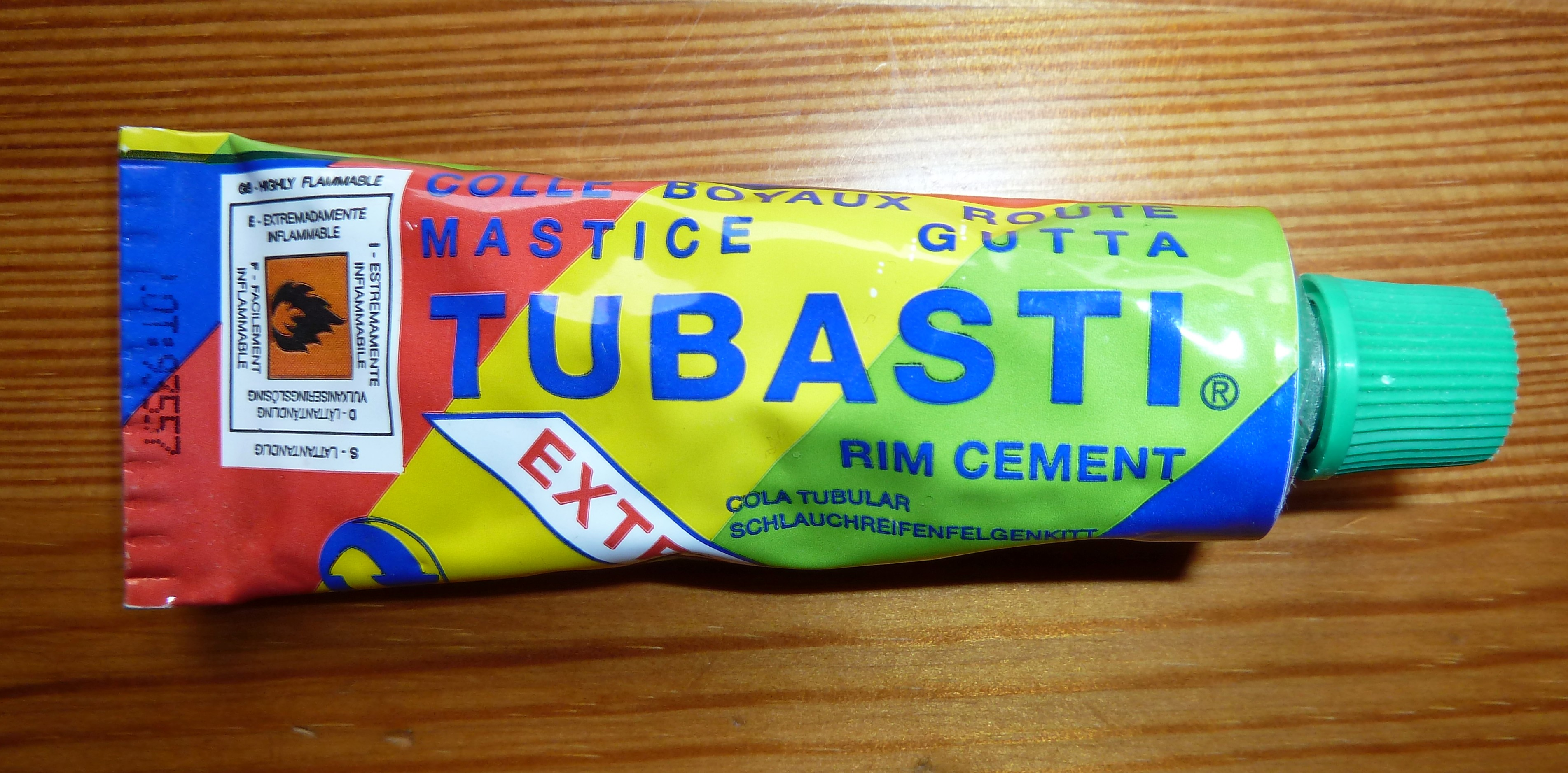
Schlauchreifenkitt

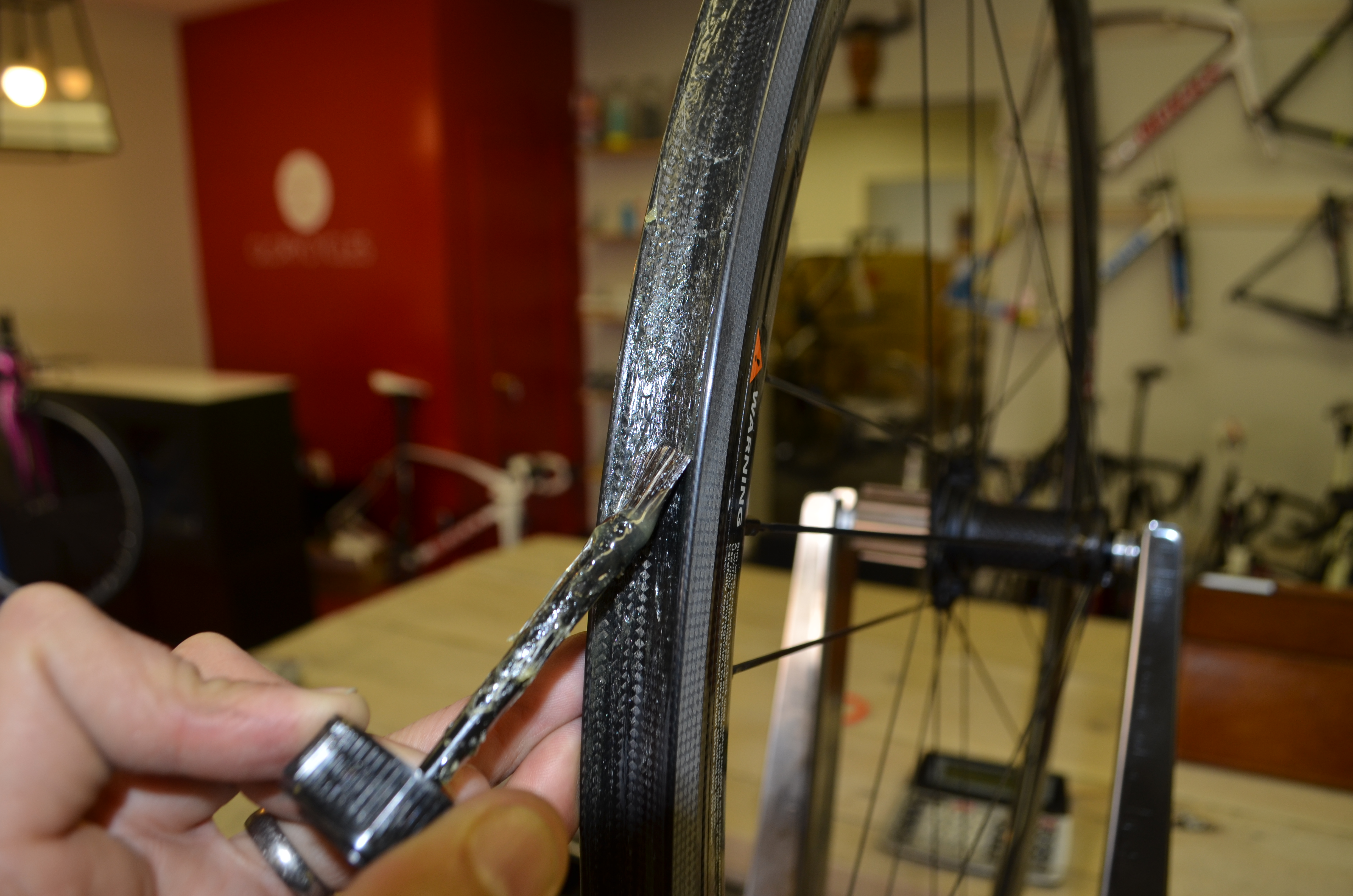
Reifenkleber wird auf eine Felge aus Carbon aufgetragen

Um Schlauchreifen auf der Felge zu halten, müssen sie aufgeklebt werden. Vor allem im Bahnradsport wurde dazu früher oft ein Kleber auf Schelllackbasis verwendet, heute verwendet man dazu zähflüssigen Klebstoff („Reifenkitt“) oder Felgenklebeband. Klebereste werden von der Felge entfernt, bevor die neue Kleberschicht aufgetragen wird.
Ein platter Schlauchreifen kann im Gegensatz zu anderen Luftreifen auch platt noch begrenzt gefahren werden, da er durch den Kleber fest mit der Felge verbunden ist.:68 Er kann unterwegs jedoch nicht mittels Flickzeug repariert werden, muss also komplett getauscht werden, wobei bei einer Feldreparatur die vorhandene Kleberschicht in der Regel nicht entfernt wird.
Ein Schlauchreifen kann repariert werden, indem die Naht des Mantels aufgetrennt, der Schlauch entnommen und geflickt und anschließend wieder in den Mantel eingenäht wird.:181